# Фонтне де Босери
Фонтне де Босери (фр. Fontenay-de-Bossery) насеље је и општина у североисточној Француској у региону Шампањ-Арден, у департману Об која припада префектури Ножан сир Сен.
По подацима из 2011. године у општини је живело 78 становника, а густина насељености је износила 9,29 становника/km². Општина се простире на површини од 8,4 km². Налази се на средњој надморској висини од 72 метара.

## Демографија
| 1962. | 1968. | 1975. | 1982. | 1990. | 1999. | 2011. |
| ----- | ----- | ----- | ----- | ----- | ----- | ----- |
| 85    | 88    | 77    | 75    | 81    | 78    | 78    |

График промене броја становника у току последњих година